# Pycnogonum callosum
Pycnogonum callosum är en havsspindelart som beskrevs av Losina-Losinsky, L.K. 1961. Pycnogonum callosum ingår i släktet Pycnogonum och familjen Pycnogonidae. Inga underarter finns listade i Catalogue of Life.